# Hubert De Volder
Hubert De Volder (Gent, 4 oktober 1932 - Sint-Niklaas, 21 mei 2021) was een Belgisch kunstschilder.

## Leven[1]
De Volder studeerde kunst aan de Stedelijke academie voor Schone kunsten te Sint-Niklaas, aan het Hoger Instituut Sint-Lucas te Gent en aan het Nationaal Hoger Instituut voor Schone Kunsten te Antwerpen.
Van 1960 tot 1993 was hij leraar tekenen en schilderkunst aan de stedelijke academie voor Schone kunsten te Sint-Niklaas. Van 1962 tot 1972 was hij leraar aan de Academie te Temse.
Hij was lid van de Koninklijke Wase Kunstkring.
Hij was gehuwd met kunstschilder Frida Duverger en was de vader van kunstschilder Ingrid De Volder.

## Werk
De Volder schilderde vooral portretten, maar ook landschappen en stillevens. Dit in olieverf, aquarel en pastel. Daarnaast tekende hij en maakte hij etsen.
In 1962 was hij één van de 14 kunstenaars die een kruisweg schilderden. Deze werd tentoongesteld in de Don-Boscokerk te Sint-Niklaas. De kruisweg werd gerestaureerd en opnieuw tentoongesteld in 2007.
De Volder werkte mee aan de muurschilderingen van René Magritte in het casino te Knokke.
Anton van Wilderode schreef teksten bij werken van Hubert De Volder en zijn echtgenote Frida Duverger.

## Tentoonstellingen[1]
Hij heeft verscheidene tentoonstellingen gehad.
- Zaal De Braeckeleer te Antwerpen (1959)
- Stedelijk museum te Sint-Niklaas (1960)
- Galerij Kaleidoscoop te Gent (1961)
- Zaal C.A.W. te Antwerpen (1966)
- Cultureel Centrum Hoeilaart (1966)
- Gemeente Sinaai (1970)
- Galerij Imago in Tielt (1972)
- Den Ast te Willebroek (1972)
- Gemeentemuseum te Temse (1972)
- Bibliotheek te Duffel (1976)
- Zaal Brabo te Antwerpen (1977)
- Zaal Brabo te Antwerpen (1988)

- RKD-Nederlands Instituut voor Kunstgeschiedenis: 21091